# I Pity the Fool
Singles de Bobby Bland
Cry, Cry, Cry
(octobre 1960) Don't Cry No More
(juin 1961)
I Pity the Fool est une chanson de Bobby Bland sortie en single en 1961 sur le label Duke Records. Elle rencontre un grand succès aux États-Unis où elle atteint la première place du classement spécialisé rhythm & blues. C'est l'une des chansons les plus célèbres de Bland et elle a été reprise par de nombreux artistes, parmi lesquels un jeune David Bowie en 1965.

## Histoire
Bien qu'elle soit créditée à « Deadric Malone », un pseudonyme de Don Robey (en) (le propriétaire de Duke Records), I Pity the Fool est en réalité l'œuvre du musicien de blues Joe Medwick (en). Robey a pour habitude de faire enregistrer aux artistes de Duke Records des chansons dont il a racheté les droits aux véritables auteurs, afin de maîtriser l'intégralité du processus musical et de capter les redevances. Le premier succès de Bobby Bland, Farther Up the Road (1957), était déjà une composition de Medwick dont Robey s'était attribué la paternité.
I Pity the Fool est enregistrée le 12 novembre 1960 à Chicago, lors de la deuxième séance pour le premier album studio de Bland, Two Steps from the Blues. L'accompagnement réalisé par Joe Scott (en) se caractérise par le contraste entre la guitare de Wayne Bennett (en) et la section de cuivres. Les musiciens sont les suivants :
- Joe Scott (en), Melvin Jackson : trompette
- Pluma Davis : trombone
- Robert Skinner, L. A. Hill : saxophone ténor
- Rayfield Devers : saxophone baryton
- Teddy Raynolds : piano
- Wayne Bennett (en) : guitare
- Hamp Simmons : basse
- John Starks (en) : batterie
- inconnus : flûte, cordes, chœurs

I Pity the Fool constitue le premier 45 tours tiré de l'album Two Steps from the Blues, avec Close to You en face B. Ce single atteint la 43e place du hit-parade américain dressé par le magazine Billboard. Elle se classe no 1 des ventes du classement spécialisé rhythm & blues le 27 mars 1961 et occupe cette position une semaine.

## Reprises

### The Manish Boys
Singles par David Bowie
Liza Jane
(juin 1964) You've Got a Habit of Leaving
(août 1965)
I Pity the Fool est reprise par les Manish Boys, l'un des premiers groupes de David Bowie (qui se fait alors appeler Davie Jones), en 1965. Les Manish Boys sont un groupe de rhythm and blues originaire de Maidstone, dans le Kent, qui a recruté Davie Jones comme chanteur en juillet de l'année précédente. L'imprésario de Jones, Leslie Conn, les met en relation avec le producteur américain Shel Talmy, qui a travaillé sur les premiers singles des Kinks. Une séance d'enregistrement prend place le 15 janvier 1965 aux studios IBC de Londres, durant laquelle les Manish Boys enregistrent deux chansons : I Pity the Fool et Take My Tip, une composition originale de Jones. Le groupe est accompagné par le guitariste de studio Jimmy Page.
Les musiciens sur cette version sont :
- Davie Jones : chant, saxophone alto
- Paul Rodriguez : saxophone ténor, trompette
- Woolf Byrne : saxophone baryton
- Johnny Flux (en) : guitare solo
- Bob Solly : claviers
- John Watson : basse
- Mick White : batterie
- Jimmy Page : guitare solo

Le single I Pity the Fool / Take My Tip est édité le 5 mars par le label Parlophone. Sa face B est la première composition de Jones à paraître officiellement sur disque. À l'insu de Jones, les autres membres du groupe obtiennent que le macaron central ne porte que le nom « The Manish Boys », et non « Davie Jones & the Manish Boys ». Lorsque le chanteur le découvre, il est furieux. Trois jours plus tard, les Manish Boys passent à la télévision pour interpréter I Pity the Fool dans l'émission Gadzooks! It's All Happening. Pour générer davantage de publicité, le producteur de l'émission Barry Langford feint de vouloir contraindre Jones à se couper les cheveux pour l'autoriser à passer devant les caméras. Quelques mois plus tôt, Jones s'était fait connaître en tant que président d'une fantaisiste « Société pour la prévention de la cruauté envers les hommes aux cheveux longs ». Bien que le Daily Mirror s'en fasse l'écho, ni cette prétendue controverse, ni le passage du groupe à la télévision ne suffisent à faire décoller les ventes du 45 tours. Cet échec, ainsi que ses mauvaises relations avec le reste du groupe, incitent Jones à se séparer des Manish Boys au début du mois de mai.
Les deux chansons de l'unique single des Manish Boys sont reprises en 1991 sur la compilation Early On (1964–1966), qui rassemble les tout premiers enregistrements publiés de Bowie. Les versions qui figurent sur la compilation ne sont cependant pas celles du single : il s'agit de prises alternatives avec des pistes de chant différentes.

### Autres reprises
I Pity the Fool a également été reprise par :
- The Butterfield Blues Band sur l'album The Resurrection of Pigboy Crabshaw (1967) ;
- Stevie Wonder sur l'album I Was Made to Love Her (1967) ;
- Ann Peebles sur l'album Straight from the Heart (1972) ;
- B. B. King avec Buddy Guy sur l'album Blues Summit (1993).

La version d'Ann Peebles se classe no 18 du hit-parade R&B en avril 1971.